# Liteks Łowecz

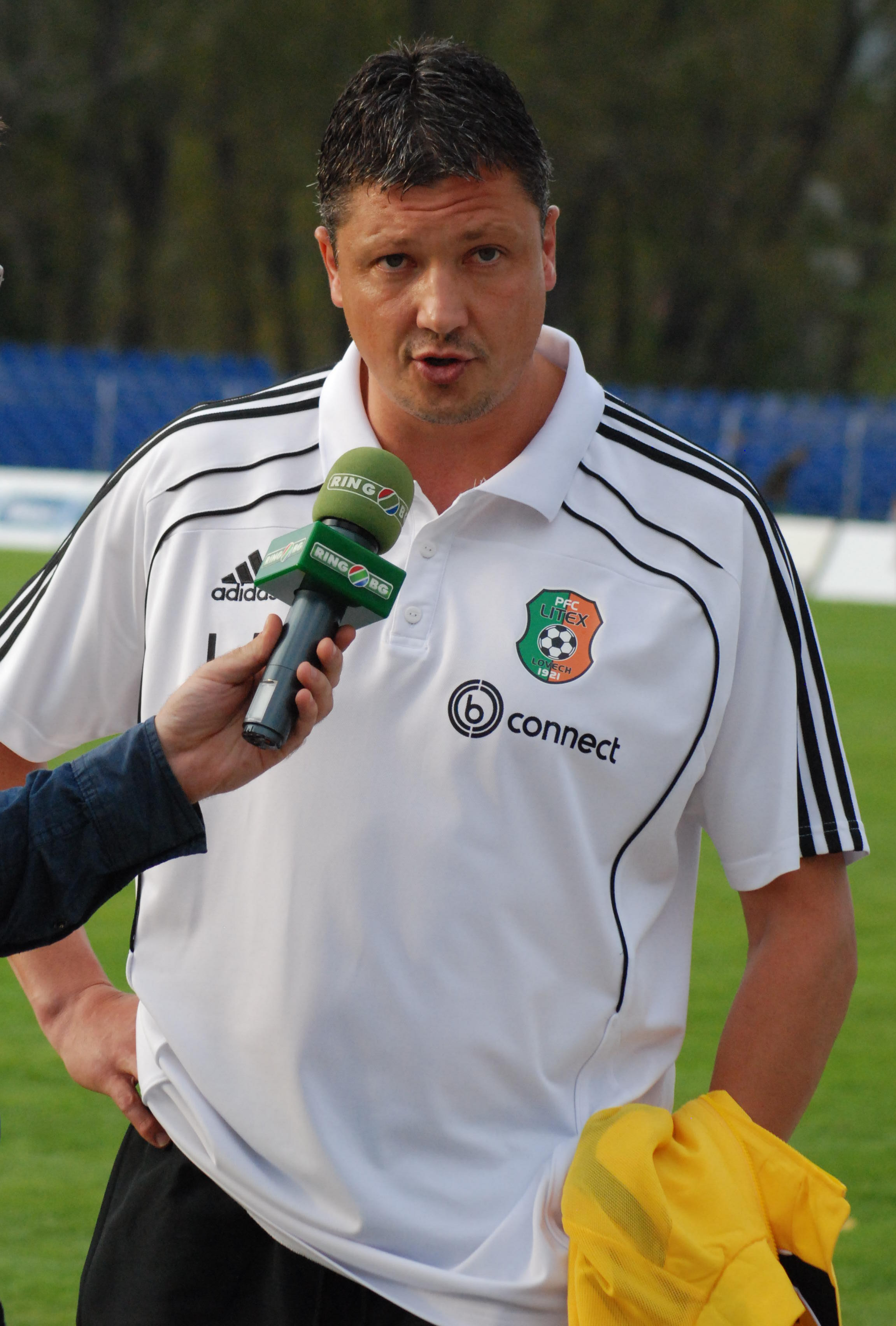
Ljubosław Penew – trener Liteksu w latach 2010–2011

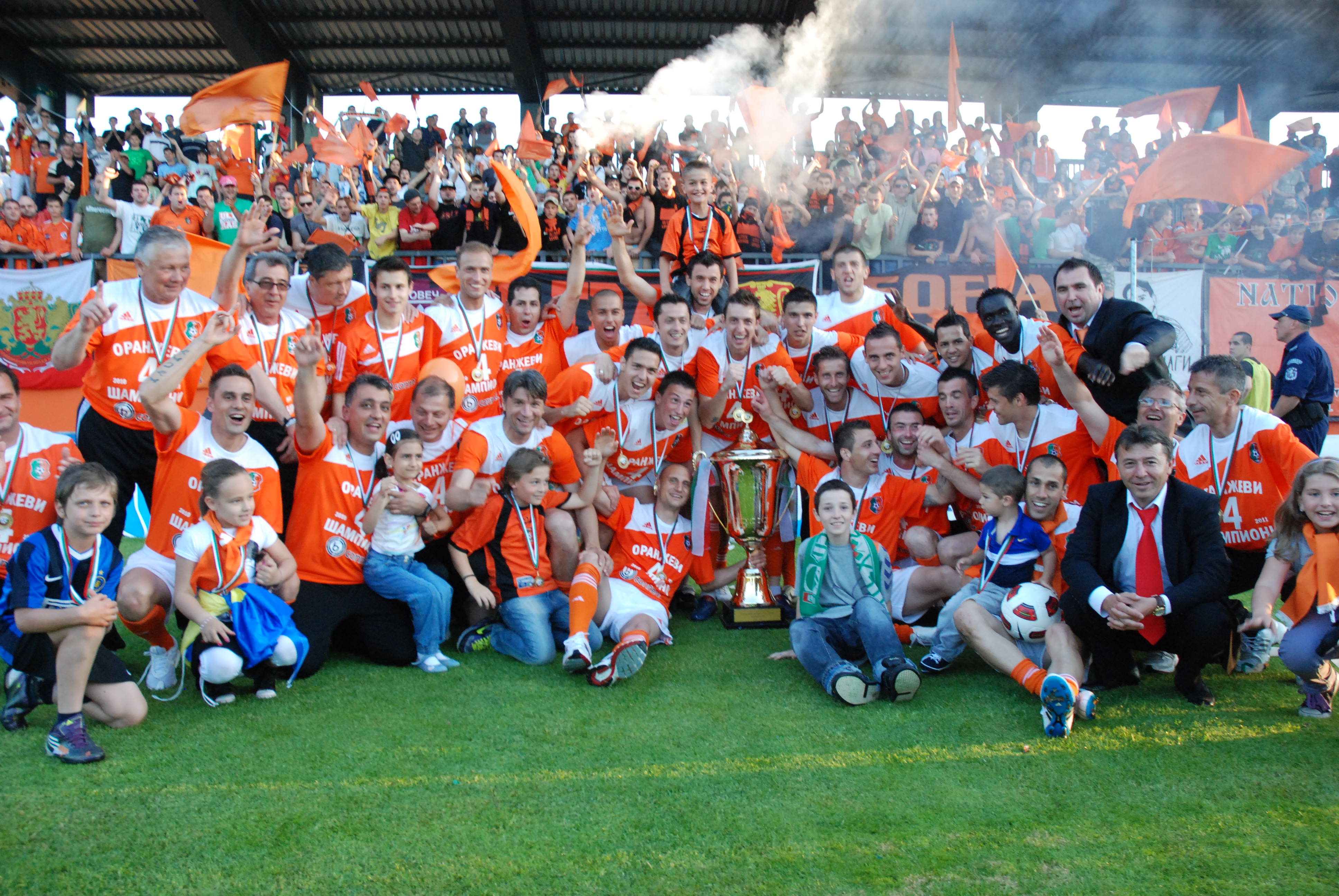
Drużyna Liteksu po zdobyciu Mistrzostwa Bułgarii w sezonie 2010/11

PFK Liteks Łowecz (bułg. ПФК Литекс Ловеч) – bułgarski klub piłkarski założony w 1921 roku, jako Klub Piłkarski Hisaria. Jeden z najbardziej utytułowanych bułgarskich klubów spośród tych mających swoją siedzibę poza Sofią. Obecnie grający w bułgarskiej Treća PFL.

## Historia

### 1921–1996
Klub założono w 1921 roku pod nazwą Hisaria, a dwa lata później zadebiutował w rozgrywkach ligowych. W czasie jego istnienia wielokrotnie zmieniała się nazwa drużyny i tak oto od 1957 roku klub nazywał się Karpaczew, a w 1979 otrzymał nazwę Osam. W tym okresie klub występował głównie na zapleczu ekstraklasy. W tym okresie występował również rekordzista pod względem liczby występów w barwach Litexu – Płamen Linkow, który rozegrał 575 meczów.
Po przemianach gospodarczych w Bułgarii, w 1990 roku klub zyskał nowego sponsora firmę LEX. W tym samym roku nowi właściciele zmienili nazwę klubu właśnie na LEX. W sezonie 1993/1994 po raz pierwszy w historii awansował do ekstraklasy. Inauguracyjne rozgrywki zakończył na 11. miejscu. W kolejnym sezonie zespół pod nową nazwą Łowecz zakończył zmagania na 15. miejscu, oznaczającym spadek.

### Era Griszy Ganczewa (1996–2015)
W czerwcu 1996 roku sponsorem klubu został biznesmen i były zapaśnik Grisza Ganczew. Od chwili jego przybycia datuje się najlepszy okres w historii klubu, który od tej pory zyskał obecną nazwę – Liteks. Najpierw w sezonie 1996/1997 zespół awansował ponownie do ekstraklasy, a w kolejnym sezonie 1997/1998 jako beniaminek wywalczył swój pierwszy tytuł mistrza Bułgarii. Trenerem zespołu był wówczas przyszyły selekcjoner reprezentacji Dimityr Dimitrow. W następnych rozgrywkach Liteksowi, już pod wodzą Ferario Spasowa, udało się powtórzyć tamto osiągnięcie.
Od czerwca 2005 roku przez dwa lata szkoleniowcem Liteksu był Serb Ljubomir Petrović, który w 1991 roku doprowadził Crveną Zvezdę Belgrad do zwycięstwa w finale Pucharu Mistrzów. Petrović pracował już w Liteksie w 2004 roku. Zdobył z nim wówczas Puchar Bułgarii. Na koniec sezonu 2006/2007 po tym, jak zespół zajął czwarte miejsce w lidze, Petrović złożył dymisję. Jego następcą został Spasow.

### Nowy początek (2015–obecnie)
Latem 2015 roku, Ganczew przestał być właścicielem Liteksu, aby zainwestować w stołeczny klub CSKA Sofia, który w tym czasie przeżywał ogromne kłopoty finansowe. Władzę w Liteksie przejął jego syn – Danaił. 16 grudnia 2015 roku klub został, decyzją bułgarskiej federacji, wykluczony z rozgrywek ekstraklasy. Decyzja ta była pokłosiem zdarzeń do których doszło 12 grudnia w czasie ligowego meczu Liteksu przeciwko Lewskiemu Sofia, podczas którego dyrektor sportowy drużyny z Łowecza – Stojczo Stoiłow namówił swoją drużynę do zejścia z boiska jako protest przeciwko jego zdaniem stronniczemu sędziowaniu. 20 stycznia 2016 roku nastąpiło prawomocne degradowanie Liteksu do drugiej ligi.
Po tym sezonie doszło do sporych zmian w strukturze prawnej klubu. Nastąpiła fuzja Liteksu z Czwdarem Etropole, a następnie przyjęto nazwę CSKA Sofia (stara CSKA Sofia nie otrzymała licencji na grę w ekstraklasie w sezonie 2015/2016 i została relegowana do III ligi, a w dniu 9 października 2016 roku postawiona w stan upadłości ze względu na zadłużenie). Nowy klub zajął miejsce Liteksu w rozgrywkach bułgarskiej ekstraklasy (dotyczy to też rezerw Liteks Łowecz II, grających w II lidze, które przemianowano na CSKA Sofia II). Liteks rozpoczął sezon 2016/2017 w III lidze zajmując miejsce klubu – Botew Łukowit.

## Sukcesy
- Mistrzostwo Bułgarii:
  - 1. miejsce (4x): 1998, 1999, 2010, 2011
  - 2. miejsce (1x): 2002
  - 3. miejsce (2x): 2003, 2006
- Puchar Bułgarii:
  - 1. miejsce (4x): 2001, 2004, 2008, 2009
  - 2. miejsce (3x): 1999, 2003, 2007
- Superpuchar Bułgarii:
  - 1. miejsce (1x): 2010
  - 2. miejsce (4x): 2004, 2007, 2008, 2009
- Finał Pucharu Ligi Bułgarskiej: 1997
- Awans do rundy play off Ligi Europy: 2010/11

## Szkoleniowcy
- 1996:  Radosław Zdrawkow
- 1996–1998:  Dimityr Dimitrow
- 1998–1999:  Ferario Spasow
- 1999–2000:  Aleksi Żelazkow
- 2000–2001:  Mihai Stoichiță
- 2003–2004:  Ljubomir Petrović
- 2004:  Stojczo Mładenow
- 2004–2005:  Jicchak Szum
- 2005–2007:  Ljubomir Petrović
- 2007–2008:  Ferario Spasow
- 2008–2009:  Stanimir Stoiłow
- 2009–2010:  Angeł Czerwenkow
- 2010:  Petko Petkow (tymczasowo)
- 2010-2011:  Ljubosław Penew
- 2011:  Atanas Dżambazki
- 2012-2013:  Christo Stoiczkow
- 2013-2014:  Zlatomir Zagorčić
- 2014:  Miodrag Ješić
- 2014-2015:  Krasimir Bałykow
- 2015:  Ljubomir Petrović (tymczasowo)
- 2015:  Laurențiu Reghecampf
- 2015-2016:  Ljubomir Petrović
- 2016:  Ljubosław Penew
- 2016-obecnie:  Żiwko Żelew

## Skład na sezon 2014/2015
| Nr | Poz. | Piłkarz                 |
| -- | ---- | ----------------------- |
| 1  | BR   | Marin Orlinow           |
| 2  | OB   | Ilija Munin             |
| 3  | OB   | Anton Nedjałkow         |
| 5  | OB   | Rafael Pérez            |
| 7  | NA   | Georgi Minczew          |
| 8  | PO   | Aleksandyr Georgijew    |
| 10 | PO   | Paulo Regula            |
| 11 | NA   | Bjørn Johnsen           |
| 12 | BR   | Aleksandyr Konow        |
| 13 | OB   | Wasił Bożikow           |
| 15 | PO   | Kristijan Malinow       |
| 16 | OB   | Strahił Popow (kapitan) |

| Nr | Poz. | Piłkarz                |
| -- | ---- | ---------------------- |
| 18 | OB   | Ilija Miłanow          |
| 19 | PO   | Rumen Rumenow          |
| 21 | PO   | Aleksandyr Cwetkow     |
| 23 | OB   | Iwan Goranow           |
| 28 | OB   | Płamen Gałabow         |
| 30 | BR   | Jewgeni Aleksandrow    |
| 31 | BR   | Vinícius Barrivieira   |
| 70 | PO   | Danilo Moreno Asprilla |
| 73 | NA   | Miłczo Angełow         |
| 88 | PO   | Nikola Kolew           |
| 93 | PO   | Petrus Boumal          |
| 99 | NA   | Kirił Despodow         |

## Rywalizacja z polskimi drużynami
- W drugiej rundzie eliminacji do Ligi Mistrzów w sezonie 1999/2000 Liteks spotkał się w Widzewem Łódź. U siebie wygrał 4:1, ale w rewanżu podopieczni Grzegorza Laty zdołali odrobić trzybramkową stratę. W rzutach karnych łodzianie wygrali 3:2 i awansowali do trzeciej rundy, w której ulegli ACF Fiorentinie.
- W trzeciej rundzie eliminacji do Ligi Mistrzów w sezonie 2011/2012 Liteks spotkał się z Wisłą Kraków. Pierwszy mecz zakończył się zwycięstwem Wisły Kraków 2:1 (1:1). Bramki: Tom (45) – Liteks; Michael Lamey (19), Maor Melikson (76) – Wisła. W drugim meczu Mistrzowie Polski wygrali 3:1, eliminując Liteks z rozgrywek. Bramki: Maor Melikson (43, 57), Cezary Wilk (85) – Wisła; Nikołaj Bodurow (68) – Liteks.

## Europejskie puchary
Legenda do wszystkich tabel:
- Q – runda eliminacyjna, 1/16, 1/8, 1/4, 1/2 – odpowiednia faza rozgrywek, Grupa – runda grupowa, 1r gr – pierwsza runda grupowa, 2r gr – druga runda grupowa, F – finał, R – runda, PO – play-off
- k. – rzuty karne, los. – losowanie, Dogr. – dogrywka, w. – zasada bramek strzelonych na wyjeździe

### PEMK/Liga Mistrzów
| Sezon   | Runda | Klub           | Dom | Wyjazd | Ogólnie     |
| ------- | ----- | -------------- | --- | ------ | ----------- |
| 1998/99 | 1Q    | Halmstad       | 2–0 | 1–2    | 3–2         |
| 1998/99 | 2Q    | Spartak Moskwa | 0–5 | 2–6    | 2–11        |
| 1999/00 | 1Q    | Glentoran      | 3–0 | 2–0    | 5–0         |
| 1999/00 | 2Q    | Widzew Łódź    | 4–1 | 1–4    | 5–5, k: 2–3 |
| 2010/11 | 2Q    | Rudar Pljevlja | 1–0 | 4–0    | 5–0         |
| 2010/11 | 3Q    | Žilina         | 1–1 | 1–3    | 2–4         |
| 2011/12 | 2Q    | Mogren Budva   | 3–0 | 2–1    | 5–1         |
| 2011/12 | 3Q    | Wisła Kraków   | 1–2 | 1–3    | 2–5         |

### Puchar UEFA/Liga Europy
| Sezon   | Runda   | Klub                        | Dom | Wyjazd | Ogólnie    |
| ------- | ------- | --------------------------- | --- | ------ | ---------- |
| 1998/99 | 1R      | Grazer AK                   | 1–1 | 0–2    | 1–3        |
| 2001/02 | Q       | Longford Town               | 2–0 | 1–1    | 3–1        |
| 2001/02 | 1R      | Inter Bratysława            | 3–0 | 0–1    | 3–1        |
| 2001/02 | 2R      | Union Berlin                | 0–0 | 2–0    | 2–0        |
| 2001/02 | 3R      | AEK Ateny                   | 1–1 | 2–3    | 3–4        |
| 2002/03 | Q       | Atlantas Kłajpeda           | 5–0 | 3–1    | 8–1        |
| 2002/03 | 1R      | Panathinaikos AO            | 0–1 | 1–2    | 1–3, Dogr. |
| 2003/04 | Q       | Zimbru Kiszyniów            | 0–0 | 0–2    | 0–2        |
| 2004/05 | 2Q      | FK Željezničar              | 7–0 | 2–1    | 9–1        |
| 2004/05 | 1R      | Grazer AK                   | 1–0 | 0–5    | 1–5        |
| 2005/06 | 2Q      | HNK Rijeka                  | 1–0 | 1–2    | 2–2, w.    |
| 2005/06 | 1R      | KRC Genk                    | 2–2 | 1–0    | 3–2        |
| 2005/06 | Grupa D | Grasshopper                 | 2–1 |        | 3. miejsce |
| 2005/06 | Grupa D | Dnipro Dniepropietrowsk     |     | 2–0    | 3. miejsce |
| 2005/06 | Grupa D | AZ Alkmaar                  | 0–2 |        | 3. miejsce |
| 2005/06 | Grupa D | Middlesbrough               |     | 0–2    | 3. miejsce |
| 2005/06 | 1/16    | RC Strasbourg               | 0–2 | 0–0    | 0–2        |
| 2006/07 | 1Q      | Koper                       | 5–0 | 1–0    | 6–0        |
| 2006/07 | 2Q      | Omonia Nikozja              | 2–1 | 0–0    | 2–1        |
| 2006/07 | 1R      | Maccabi Hajfa               | 1–3 | 1–1    | 2–4        |
| 2007/08 | 1Q      | Sliema Wanderers            | 4–0 | 3–0    | 7–0        |
| 2007/08 | 2Q      | Besa Kavaja                 | 3–0 | 3–0    | 6–0        |
| 2007/08 | 1R      | Hamburg                     | 0–1 | 1–3    | 1–4        |
| 2008/09 | 2Q      | Hapoel Ironi Kirjat Szemona | 0–0 | 2–1    | 2–1        |
| 2008/09 | 1R      | Aston Villa                 | 1–3 | 1–1    | 2–4        |
| 2009/10 | PO      | BATE Borysów                | 0–4 | 1–0    | 1–4, Dogr. |
| 2010/11 | PO      | Debrecen                    | 1–2 | 0–2    | 1–4        |
| 2011/12 | PO      | Dynamo Kijów                | 1–2 | 0–1    | 1–3        |
| 2014/15 | 1Q      | Veris Kiszyniów             | 3–0 | 0–0    | 3–0        |
| 2014/15 | 2Q      | Diósgyőri VTK               | 0–2 | 2–1    | 2–3        |
| 2015/16 | 1Q      | Jelgava                     | 2–2 | 1–1    | 3–3, w.    |